# Карпилівка (Коростенський район)
Карпи́лівка — село в Україні, у Народицькій селищній територіальній громаді Коростенського району Житомирської області. Населення становить 3 особи (2001).

## Історія
1906 року у колонії Межиліска був 51 двір, мешкало 347 осіб[джерело?].
До 1923 року — Чехи-Межиліська, у 1926—1941 роках — Чеська Колонія.
6 серпня 2015 року включене до складу новоутвореної Народицької селищної територіальної громади Народицького району Житомирської області. Від 19 липня 2020 року, разом з громадою, в складі новоствореного Коростенського району Житомирської області.